# (4487) Pocahontas
(4487) Pocahontas (1987 UA) – planetoida z grupy Amora okrążająca Słońce w ciągu 2,28 lat w średniej odległości 1,73 j.a. Odkryta 17 października 1987 roku.